# Sommerresidenz Morysin

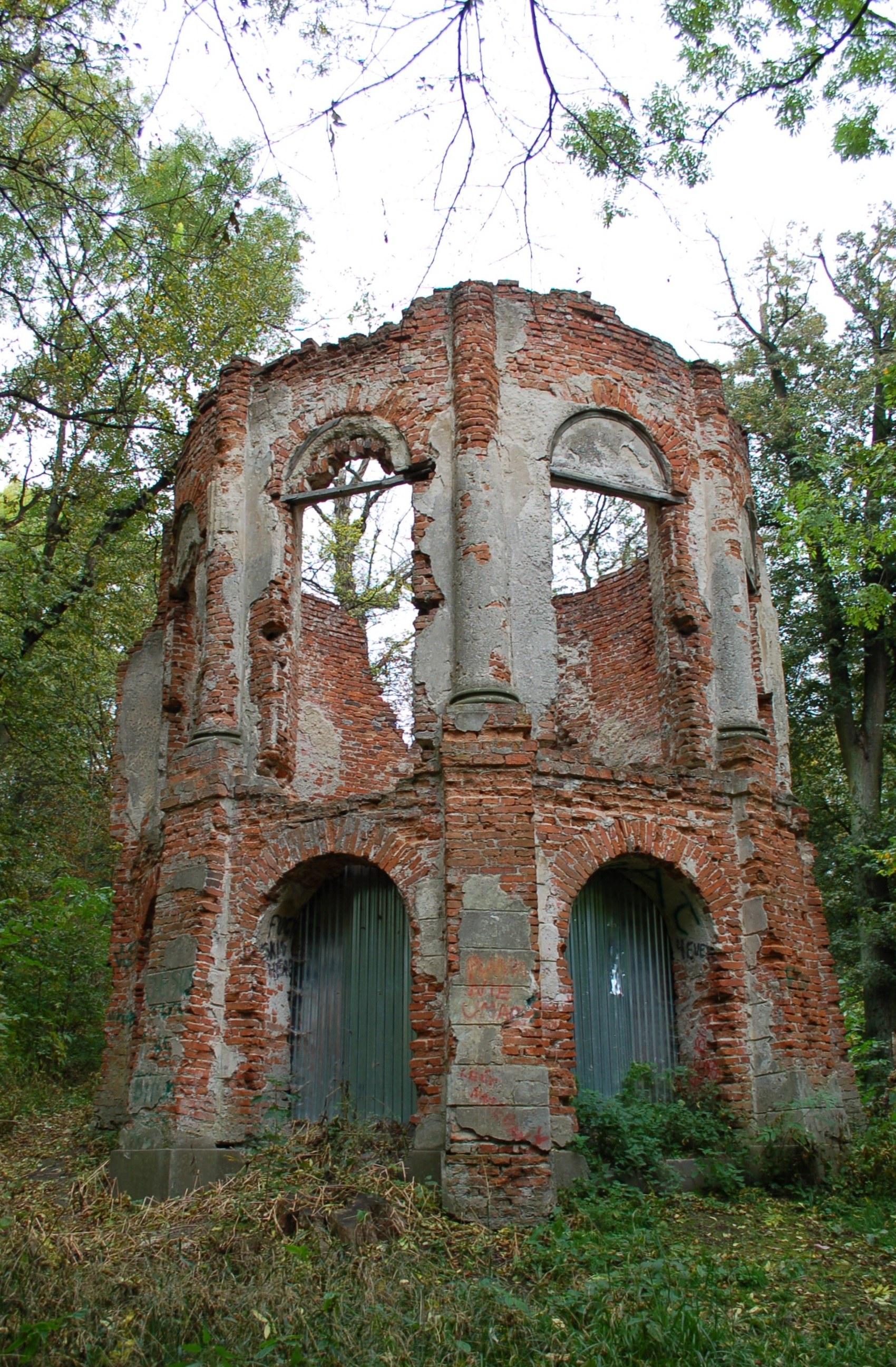
Noch vorhandene Reste der Rotunde des kleinen Palais

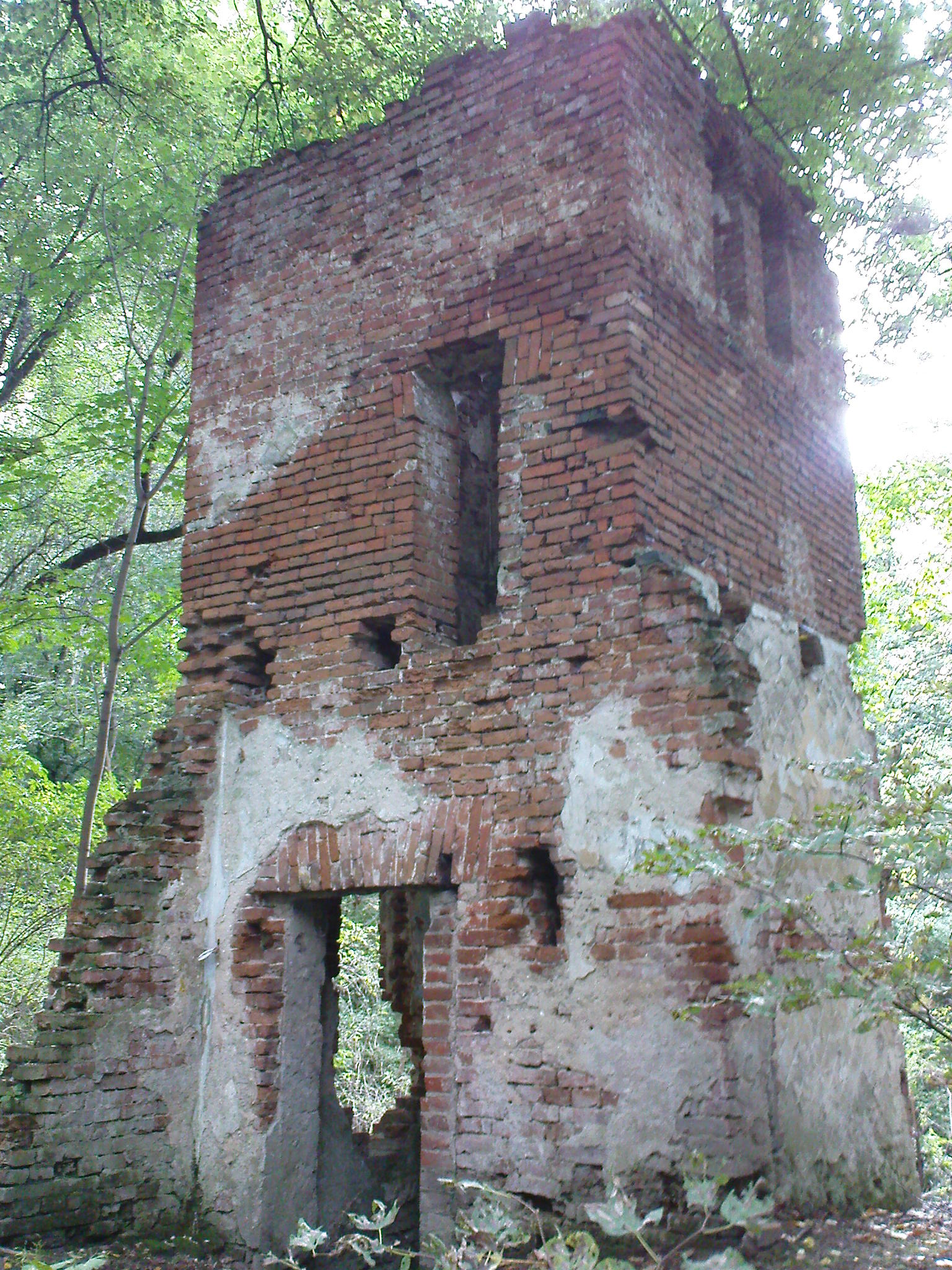
Ruine des Wachhauses

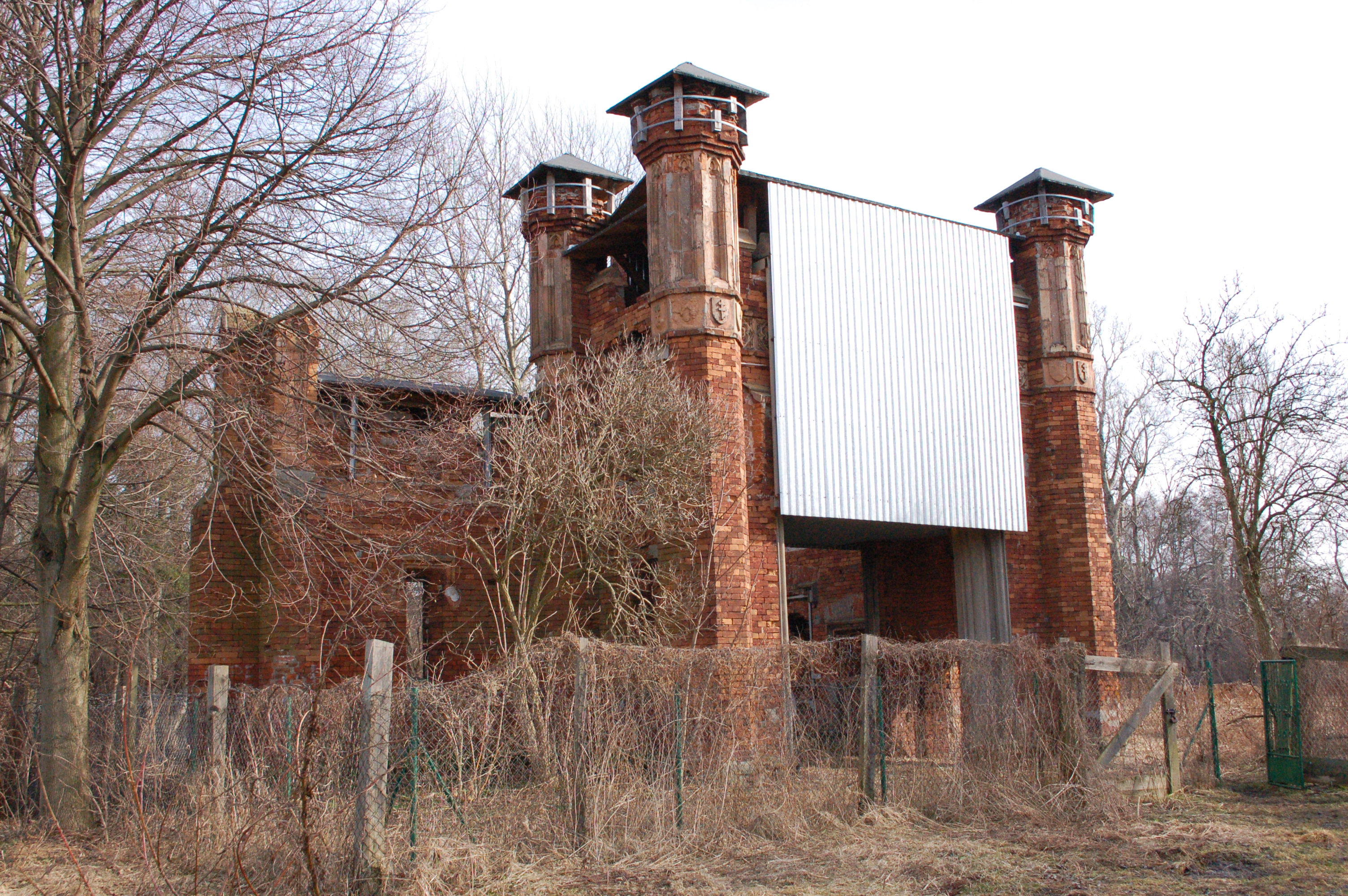
Die Toranlage im Südosten der Anlage

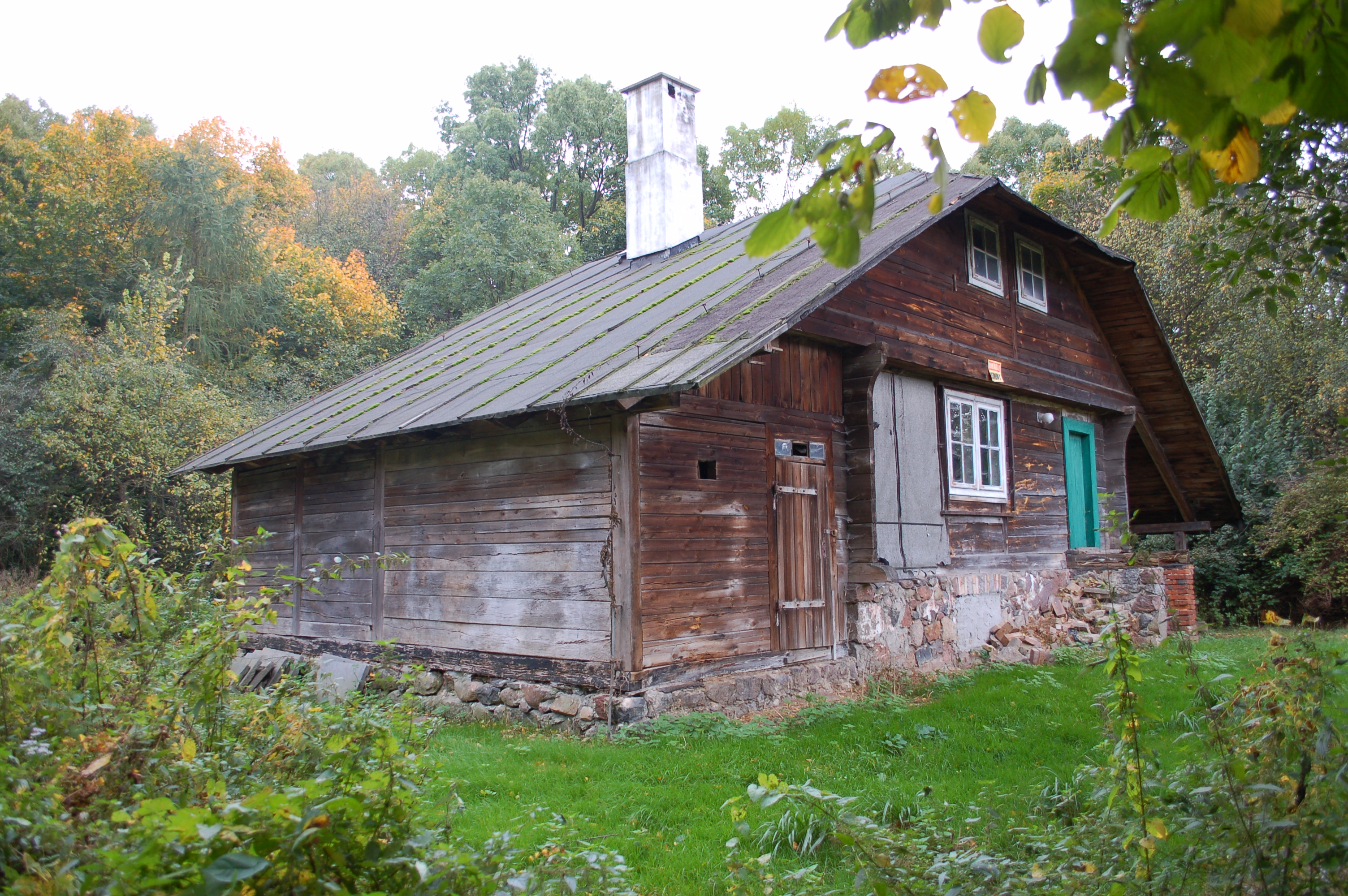
Das noch genutzte Forsthaus

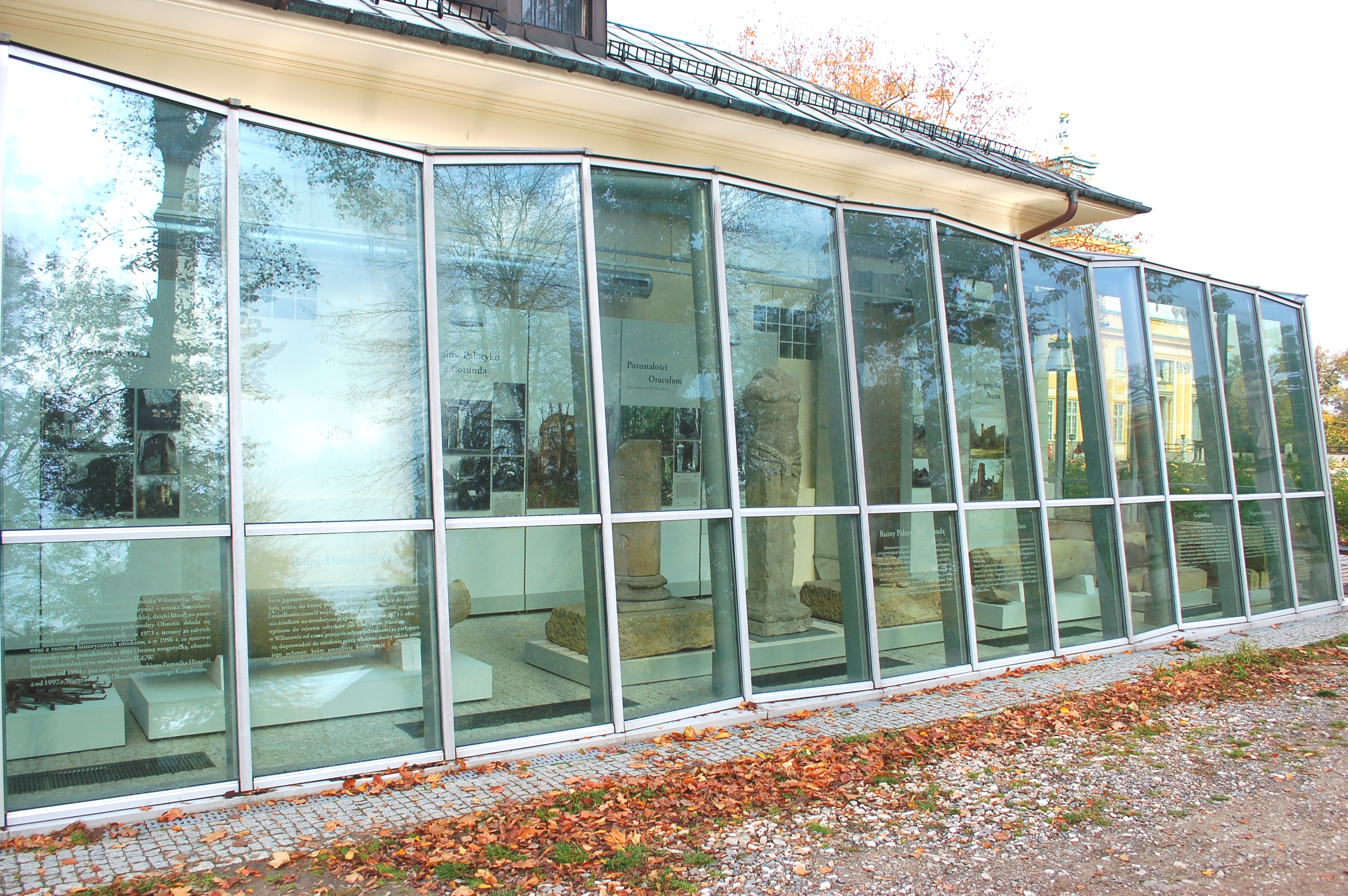
Der moderne Skulpturenpavillon beim Wilanów-Palast, in dem heute Reste der Morysin-Skulpturen gezeigt werden

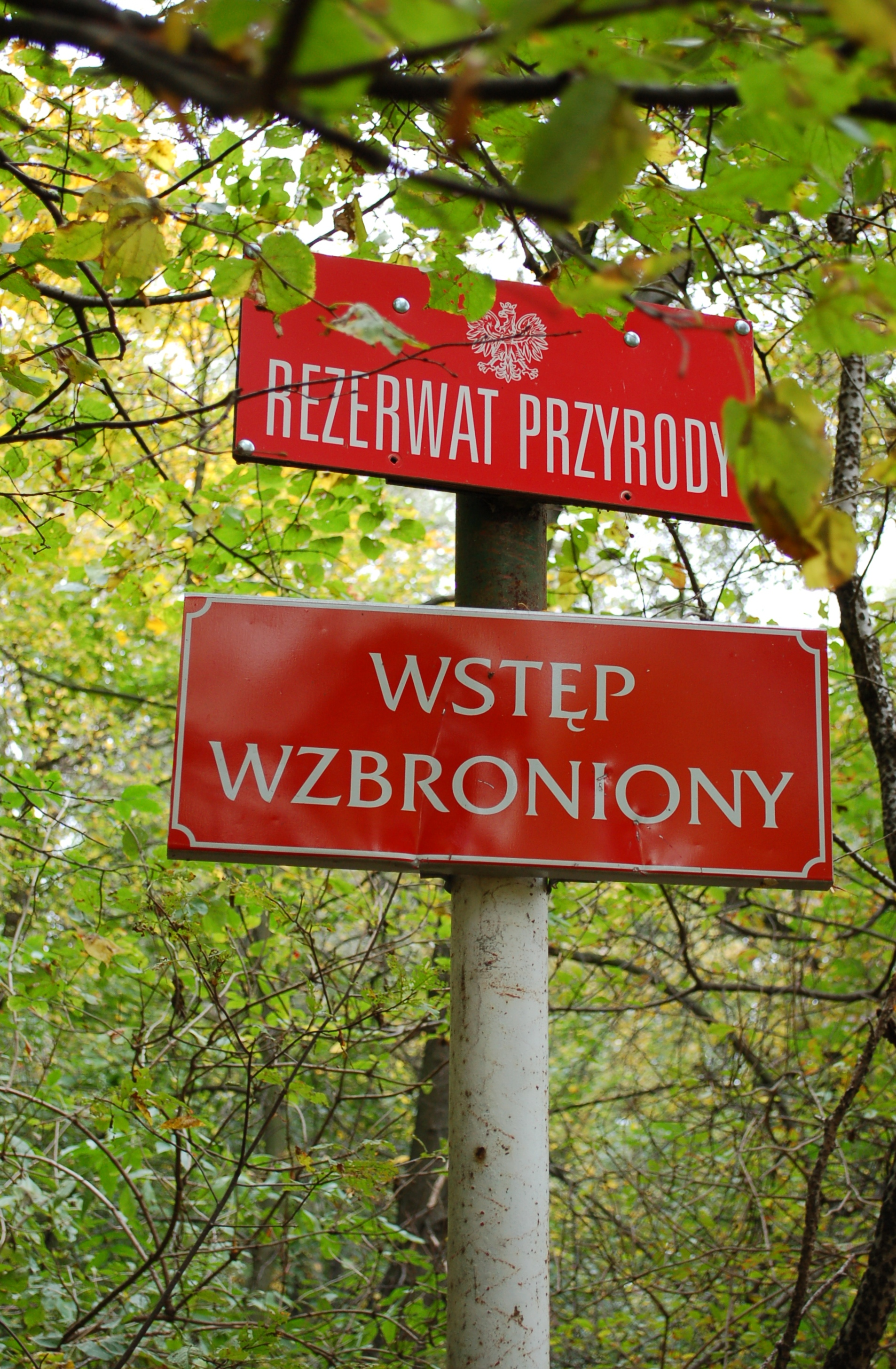
Naturschutzgebiet Morysin

Die Sommerresidenz Morysin war eine romantische Palais- und Parkanlage in der Nähe des Wilanów-Palastes im heutigen Warschau. Sie wurde im 19. Jahrhundert errichtet und ist weitgehend nicht mehr vorhanden. Das ehemalige Parkgebiet steht unter Naturschutz, einzelne Ruinen unter Denkmalschutz.

## Lage
Als Morysin wird heute ein rund 30 Hektar großes Gebiet im Stadtbezirk Wilanów bezeichnet, dass von dem Sobieski-Kanal (Kanał Sobieskiego) im Nordwesten, dem Wilanów-See (Jezioro Wilanowskie) im Westen sowie dem Wilanów-Bach im Osten begrenzt ist. Der südliche Teil dieses Gebietes wird von der Warschauer Naturwissenschaftlichen Universität landwirtschaftlich genutzt; im nördlichen befindet sich ein bewaldetes Naturschutzreservat (Rezerwat przyrody Morysin). Auf der westlichen Seite des Wilanów-Sees liegen die Parkanlagen des königlichen Palastes in Wilanów.

## Geschichte
Im 17. und 18. Jahrhundert war das Gebiet mit Wäldern und Auen bedeckt. Zu Beginn des 19. Jahrhunderts ließ der Besitzer Wilanóws, Stanisław Kostka Potocki, den nördlichen Teil des Parks in einen romantischen Park mit teilweise dichtem Waldbestand umwandeln und benannte ihn nach seinem Enkel, Maurycy Potocki (1812–1879, Sohn von Aleksander Stanisław Potocki), als „Morysin“. Im Laufe der folgenden Jahre entstanden hier mehrere romantische Bauwerke.
Zur Mitte des 19. Jahrhunderts wurden im Park damals modische Blumenbeete angelegt. In der Zwischenkriegszeit nutzte die Familie Branicki – sie hatte den Wilanówer Besitz 1895 übernommen – das Gebiet zur Erholung und für Veranstaltungen. Ab 1939 wurde die Anlage nicht mehr gepflegt und teilweise verwüstet. Nach 1945 wurde der Park dem Nationalmuseum in Warschau unterstellt; Mitarbeiter des Museums durften hier noch heute bestehende Schrebergärten anlegen. Seit 1995 gehört er zum Palastmuseum Wilanów. 
Im Jahr 1973 wurde der Park in das Denkmalschutzregister aufgenommen und 1994 im Auftrag des polnischen Präsidenten in den Status eines „historischen Denkmals“ (polnisch: Pomnik historii) erhoben. 2006 wurde die ehemalige Residenz Morysin dann in den „Kulturpark Wilanów“ (polnisch: Wilanowski Park Kulturowy) integriert. Ein Rechtsstreit mit den Erben behindert heute Maßnahmen zum Erhalt der noch bestehenden Substanz der ehemaligen Residenz.
Einige Reste der Bauten (Skulpturen, Säulen) befinden sich heute im Skulpturenpavillon des Wilanów-Palastes.

### Schlösschen mit Rotunde
Das kleine Anwesen (polnisch: Pałaczyk) wurde 1811 auf Initiative von Aleksandra Potocka errichtet. Es basierte auf einem Entwurf von Stanisław Kostka Potocki und Chrystian Piotr Aigner und war klassizistisch gestaltet. Es stand auf einem unregelmäßigen Grundriss. Der Baukörper bestand aus einem zweigeschossigen Rundbau (Rotunde), dessen Gestaltung von dem Tempel der Göttin Vesta in Tivoli beeinflusst war, und einem rechteckigen Anbau. Beide Teile waren gemauert und wurden durch einen weiteren, hölzernen Anbau ergänzt. Im Erdgeschoss der Rotunde befand sich ein Esszimmer, im ersten Stock ein Salon mit Kamin. Der Anbau enthielt zwei Zimmer, eine Garderobe und einen Windfang. Heute steht nur noch die Ruine der Rotunde; seit 1973 ist sie in das Denkmalschutzregister eingetragen (Nr. 640/2).
Über den Wilanów-See, den Sobieski-Kanal sowie einen im Park angelegten Kanal konnten die Schlossbewohner dieses Sommerpalais bequem per Boot erreichen.

### Oraculum
In der Nähe des Palais wurde 1825 ein Orakel, welches aus der Figur einer heidnischen Göttin sowie zwei flankierenden Säulen bestand, errichtet. Die Bildhauer waren Władysław Czerwiński (Figur) und Jan Hagen (Säulen).

### Wachhaus
Aus der ersten Hälfte des 19. Jahrhunderts stammt auch das sogenannte Wachhaus (polnisch: Domek stróża). Es wurde in Ziegelbauweise nach einem Entwurf von Francesco Maria Lanci im Stil der (italienischen) Neorenaissance errichtet und ist heute eine Ruine (Denkmalschutz seit 1973, Nr. 640/3). Das Objekt hatte Anklänge an Gebäude von Karl Friedrich Schinkel.

### Försterhaus
Ebenfalls stammte der Entwurf für das Försterhaus (polnisch: Gajówka) von Lanci. Es wurde Mitte des 19. Jahrhunderts in Holzbauweise mit Blechdach errichtet und wird noch heute genutzt. Das Gebäude ist seit 1973 denkmalgeschützt (Nr. 640/4).

### Toranlage
Im Jahr 1846 wurde auf Anweisung August Potockis an der offenen Südseite des Parks eine neugotische Toranlage (polnisch: Brama wjazdowa) erbaut. Der Entwurf stammte von Henryk Marconi. Keramische Arbeiten übernahm sein Bruder Ferrante. Am Eingang befinden sich Wappen der Familien Potocki (Pilawa) und Lubomirski (Szreniawa). In der Toranlage war auch eine Wache stationiert, die bis 1939 betrieben wurde. 1944 wurde das Gebäude beschädigt; seit 1973 steht es unter Denkmalschutz (Nr. 640/6).